# 阿納巴爾區 (俄羅斯)

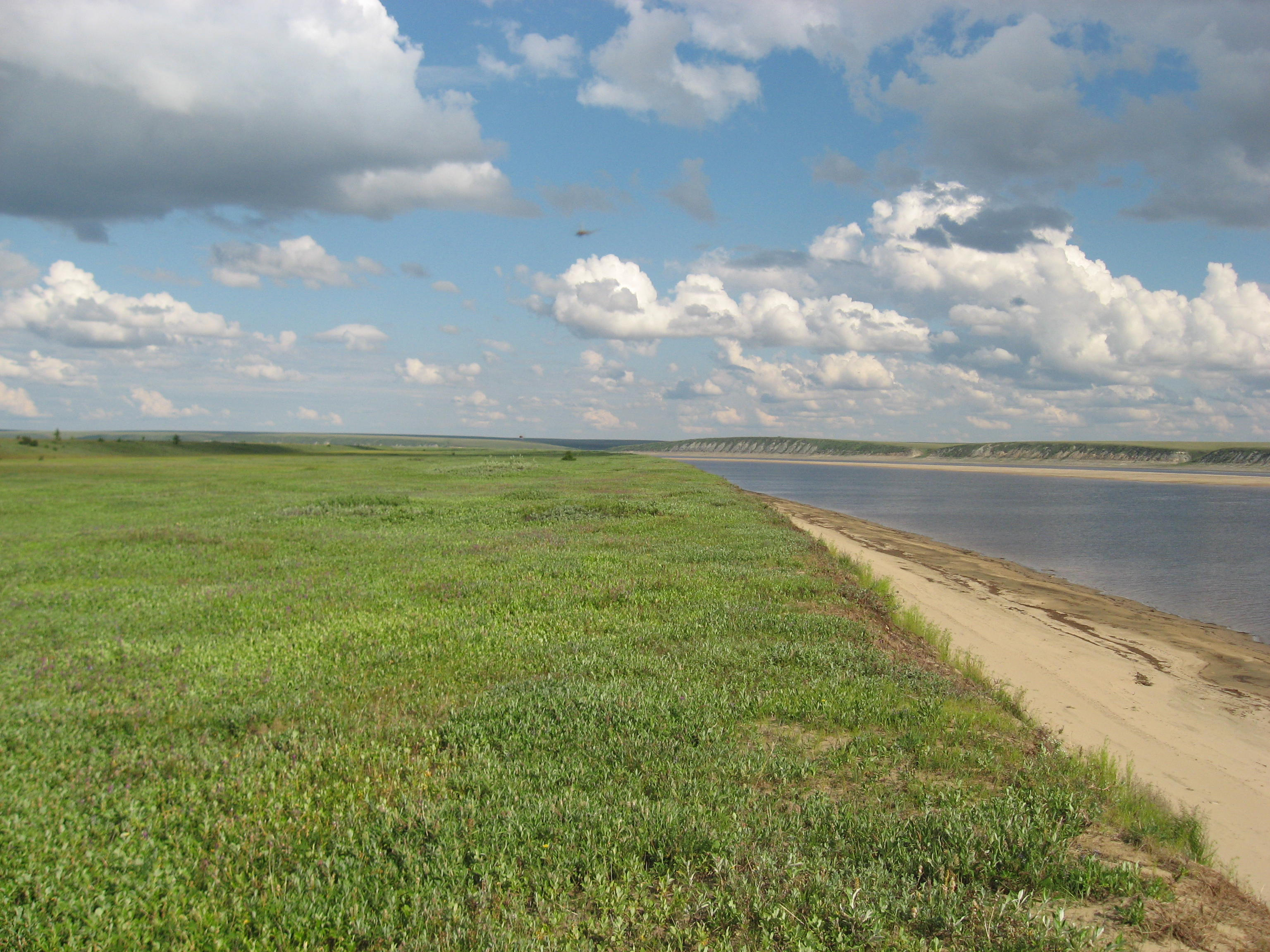

72°07′N 114°21′E / 72.117°N 114.350°E
阿納巴爾區（俄语：Анабарский улус），是俄羅斯的一個區，位於該國東部，由薩哈共和國負責管轄，始建於1930年12月30日，面積55,600平方公里，2010年人口3,501，人口密度每平方公里0.06人，行政中心萨斯克拉赫。